# Loïs
Loïs is een historische Franse stripreeks, bedacht en geschreven door Jacques Martin. Vanaf het derde album is Patrick Weber, later opgevolgd door Pierre Valmour de scenarist. Het tekenwerk van de reeks ligt in handen van Olivier Pâques, enkel het eerste album werd samen getekend met Christophe Simon. De reeks wordt uitgegeven door Casterman.
Het derde album (2007) werd ingekleurd door Aurore Vanhemelen en Bruno Wesel, het vierde en vijfde album (2009, 2012) door Ingrid De Vuyst, het zesde album (2013) door Alexandre De La Serna en het zevende album (2015) door Véronique Robin.

## Verhaal
De jonge schilder Loïs Lorcey werkt in Versailles aan het hof van de zonnekoning Lodewijk XIV in de zeventiende eeuw. Hij beleeft avonturen in opdracht van de koning en reist onder meer naar Louisiana en komt terecht in de Frans-Britse oorlogen.

## Albums
| Jaar | Titel                          | Tekenaar                          | Scenarist                       | Originele titel (jaar)              |
| ---- | ------------------------------ | --------------------------------- | ------------------------------- | ----------------------------------- |
| 2003 | De zonnekoning                 | Olivier Pâques & Christophe Simon | Jacques Martin                  | Le Roi-Soleil (2003)                |
| 2005 | De stadhouder                  | Olivier Pâques                    | Jacques Martin                  | Les Louis d'or (2005)               |
| 2007 | De zwarte code                 | Olivier Pâques                    | Jacques Martin & Patrick Weber  | Le code noir (2007)                 |
| 2009 | Monsieur, broer van de koning  | Olivier Pâques                    | Jacques Martin & Patrick Weber  | Monsieur, frère du Roi (2009)       |
| 2012 | De Apollo                      | Olivier Pâques                    | Jacques Martin & Patrick Weber  | L'Apollon de sang (2012)            |
| 2013 | In de klauwen van de valk      | Olivier Pâques                    | Jacques Martin & Pierre Valmour | Dans les griffes du faucon (2013)   |
| 2015 | De gevangene van de aartsengel | Olivier Pâques                    | Jacques Martin & Pierre Valmour | La prisonnière de l'archange (2015) |

## De reizen van Loïs
Net als bij Alex, Lefranc en Tristan is er een educatieve spin-off gelanceerd van de reeks, waarbij in dit geval Loïs figureert en vertelt over de geschiedenis en cultuur van de zeventiende eeuw.
Deze reeks is getiteld De reizen van Loïs. Tot nu toe is er één album in het Nederlands verschenen.
In het Frans verscheen al in 2006 een album in deze reeks, dat echter niet naar het Nederlands is vertaald. Deze droeg de titel Versailles de Louis XIII en werd geschreven door Jérôme Presti en getekend door hem samen met Olivier Pâques.
| Jaar | Titel    | Tekenaar    | Scenarist                                  | Originele titel (jaar) |
| ---- | -------- | ----------- | ------------------------------------------ | ---------------------- |
| 2010 | Portugal | Luís Diferr | Anne Deckers, Luís Diferr & Jacques Martin | Le Portugal (2010)     |